# 74 Orionis
74 Orionis (k Orionis) é uma estrela na direção da Orion. Possui uma ascensão reta de 06h 16m 26.57s e uma declinação de +12° 16′ 18.2″. Sua magnitude aparente é igual a 5.04. Considerando sua distância de 64 anos-luz em relação à Terra, sua magnitude absoluta é igual a 1.46. Pertence à classe espectral F5IV-V.